# Kabinett Kobachidse II
Das Kabinett Kobachidse II bildet seit dem 28. November 2024 die Regierung von Georgien.

## Kabinettsmitglieder
| Amt                                                                                          | Bild | Name                   | Partei            |
| -------------------------------------------------------------------------------------------- | ---- | ---------------------- | ----------------- |
| Premierminister von Georgien                                                                 |      | Irakli Kobachidse      | Georgischer Traum |
| Erster stellvertretender Premierminister Minister für Wirtschaft und nachhaltige Entwicklung |      | Lewan Dawitaschwili    | Georgischer Traum |
| Stellvertretende Premierministerin Ministerin für Kultur, Sport und Jugend                   |      | Tea Zulukiani          | Georgischer Traum |
| Stellvertretender Premierminister Verteidigungsminister                                      |      | Irakli Tschikowani     | Georgischer Traum |
| Finanzminister                                                                               |      | Lascha Chuzischwili    | Georgischer Traum |
| Außenministerin                                                                              |      | Maka Botschorischwili  | Georgischer Traum |
| Justizminister                                                                               |      | Anri Ochanaschwili     | Georgischer Traum |
| Minister für regionale Entwicklung und Infrastruktur                                         |      | Irakli Karseladse      | Georgischer Traum |
| Minister für Binnenvertriebene, Gesundheit, Arbeit und Soziales                              |      | Micheil Sardschweladse | Georgischer Traum |
| Innenminister                                                                                |      | Wachtang Gomelaouri    | Georgischer Traum |
| Minister für Bildung, Wissenschaft, Kultur und Sport                                         |      | Giorgi Amilachwari     | Georgischer Traum |
| Minister für Umweltschutz und Landwirtschaft                                                 |      | Dawit Songhulaschwili  | Georgischer Traum |
| Staatsministerin für Versöhnung und bürgerliche Gleichheit                                   |      | Tea Achwlediani        | Georgischer Traum |